# Philipp Meub
Philipp Meub (ur. 22 grudnia 1911 w Biebrich) – niemiecki kierowca wyścigowy.

## Biografia
W 1951 roku rywalizował Volkswagenem w Rallye Österreichische Alpenfahrt. Z kolei w 1956 roku ścigał się sportowym Porsche w zawodach na Roskilde Ringu i w Dessau.
W 1955 roku Meub zadebiutował Cooperem T18 we Wschodnioniemieckiej Formule 3. W okresie startów w tej serii Meub był jej czołowym zawodnikiem, zdobywając podia w wyścigach: Wismar 1956, Sachsenring 1957, Drezno 1957, Halle-Saale 1958, Lipsk 1958, Grand Prix NRD 1958, a także wygrywając wyścig Bautzener Autobahnring w 1958 roku. Meub rywalizował również w Niemieckiej Formule Junior w latach 1960–1963. W sezonach 1961–1962 był sklasyfikowany na dziesiątym miejscu w klasyfikacji generalnej. W sezonie 1963 wygrał z kolei niewliczany do mistrzostw wyścig Trierer Flugplatzrennen.

## Wyniki
| Legenda oznaczeń w tabelach wyników Wyświetl szablon na nowej stronie | Legenda oznaczeń w tabelach wyników Wyświetl szablon na nowej stronie                                                                     |
| Oznaczenie                                                            | Wyjaśnienie |
| --------------------------------------------------------------------- | --- |
| Złoty                                                                 | Zwycięzca lub mistrzostwo |
| Srebrny                                                               | 2. miejsce lub wicemistrzostwo |
| Brązowy                                                               | 3. miejsce lub II wicemistrzostwo |
| Zielony                                                               | Ukończył, punktował (w klasyfikacji generalnej, gdy zdobył co najmniej jeden punkt na przestrzeni sezonu, poza trzema powyższymi opcjami) |
| Niebieski                                                             | Ukończył, nie punktował (w klasyfikacji generalnej, gdy nie zdobył co najmniej jednego punktu na przestrzeni sezonu)                      |
| Czerwony                                                              | Nie zakwalifikował się (NZ) |
| Czerwony                                                              | Nie prekwalifikował się (NPK) |
| Różowy                                                                | Nie ukończył (NU) |
| Różowy                                                                | Niesklasyfikowany (NS) (w klasyfikacji generalnej, gdy nie został sklasyfikowany w żadnym wyścigu sezonu)                                 |
| Czarny                                                                | Zdyskwalifikowany (DK) |
| Czarny                                                                | Wykluczony (WYK/EX) |
| Biały                                                                 | Nie wystartował (NW) |
| Biały                                                                 | Kontuzjowany (K/INJ) |
| Biały                                                                 | Wyścig odwołany (OD/C) |
| Bez koloru                                                            | Został wycofany (WYC/WD) |
| Bez koloru                                                            | Nie przybył (NP/DNA) |
| Bez koloru                                                            | Nie brał udziału w treningach (NT/DNP) |
| Bez koloru                                                            | Nie został zgłoszony (–) |
| Pogrubienie                                                           | Start z pole position |
| Kursywa                                                               | Najszybsze okrążenie wyścigu |
| †                                                                     | Nie ukończył, ale jego rezultat został zaliczony ze względu na przejechanie więcej niż 90% dystansu wyścigu.                              |
| *                                                                     | Sezon w trakcie |
| 1/2/3                                                                 | Punktowana pozycja w sprincie kwalifikacyjnym                                                                                             |
| Lista systemów punktacji Formuły 1                                    | |

### Niemiecka Formuła Junior
| Rok  | Zespół       | Samochód        | Silnik | Wyniki w poszczególnych eliminacjach | Wyniki w poszczególnych eliminacjach | Wyniki w poszczególnych eliminacjach | Wyniki w poszczególnych eliminacjach | Wyniki w poszczególnych eliminacjach | Wyniki w poszczególnych eliminacjach | Wyniki w poszczególnych eliminacjach | Wyniki w poszczególnych eliminacjach | Wyniki w poszczególnych eliminacjach | Wyniki w poszczególnych eliminacjach | Wyniki w poszczególnych eliminacjach | Wyniki w poszczególnych eliminacjach | Pkt. | Msc. |
| ---- | ------------ | --------------- | ------ | ------------------------------------ | ------------------------------------ | ------------------------------------ | ------------------------------------ | ------------------------------------ | ------------------------------------ | ------------------------------------ | ------------------------------------ | ------------------------------------ | ------------------------------------ | ------------------------------------ | ------------------------------------ | ---- | ---- |
| 1960 |              |                 |        |                                      |                                      |                                      |                                      |                                      |                                      |                                      |                                      |                                      |                                      |                                      |                                      | 5    | NS   |
| 1960 | Philipp Meub | AU Meub Spezial | DKW    | –                                    | –                                    | ?                                    | 11                                   | 14                                   | NU                                   | –                                    | –                                    | –                                    | NU                                   | –                                    | –                                    | 5    | NS   |
| 1961 |              |                 |        |                                      |                                      |                                      |                                      |                                      |                                      |                                      |                                      |                                      |                                      |                                      |                                      | 2    | 10   |
| 1961 | Philipp Meub | AU Meub Spezial | DKW    | NW                                   | NU                                   | –                                    | 11                                   | 11                                   | 13                                   | 11                                   | 7                                    | 5                                    |                                      |                                      |                                      | 2    | 10   |
| 1962 |              |                 |        |                                      |                                      |                                      |                                      |                                      | Austria                              |                                      |                                      |                                      |                                      |                                      |                                      | 8    | 10   |
| 1962 | Philipp Meub | Cooper T59      | Ford   | –                                    | NU                                   | –                                    | 7                                    | 10                                   | –                                    | –                                    | –                                    | –                                    |                                      |                                      |                                      | 8    | 10   |
| 1963 |              |                 |        |                                      |                                      |                                      |                                      |                                      |                                      |                                      |                                      |                                      |                                      |                                      |                                      | 0    | NS   |
| 1963 | Philipp Meub | Cooper T59      | Ford   | 23                                   | NU                                   | –                                    | –                                    | –                                    | –                                    | –                                    | –                                    | –                                    |                                      |                                      |                                      | 0    | NS   |
| 1963 | Adolf Lang   | Cooper T56      | Ford   | –                                    | –                                    | –                                    | 9                                    | –                                    | –                                    | –                                    | –                                    | –                                    |                                      |                                      |                                      | 0    | NS   |

### Wschodnioniemiecka Formuła 3
W latach 1960–1963 mistrzostwa rozgrywano według przepisów Formuły Junior.
| Rok  | Zespół       | Samochód        | Silnik | Wyniki w poszczególnych eliminacjach | Wyniki w poszczególnych eliminacjach | Wyniki w poszczególnych eliminacjach | Wyniki w poszczególnych eliminacjach | Wyniki w poszczególnych eliminacjach | Wyniki w poszczególnych eliminacjach | Pkt. | Msc. |
| ---- | ------------ | --------------- | ------ | ------------------------------------ | ------------------------------------ | ------------------------------------ | ------------------------------------ | ------------------------------------ | ------------------------------------ | ---- | ---- |
| 1955 |              |                 |        | Niemcy                               | Niemcy                               | Niemcy                               | Niemcy                               |                                      |                                      | 0    | NS   |
| 1955 | Philipp Meub | Cooper T18      | Norton | –                                    | –                                    | –                                    | 5                                    |                                      |                                      | 0    | NS   |
| 1956 |              |                 |        | Niemcy                               | Niemcy                               | Niemcy                               | Niemcy                               |                                      |                                      | 0    | NS   |
| 1956 | Philipp Meub | Cooper T18      | Norton | NU                                   | –                                    | 3                                    | NU                                   |                                      |                                      | 0    | NS   |
| 1957 |              |                 |        | Niemcy                               | Niemcy                               | Niemcy                               | Niemcy                               |                                      |                                      | 0    | NS   |
| 1957 | Philipp Meub | Cooper T18      | Norton | NU                                   | 4                                    | 3                                    | 2                                    |                                      |                                      | 0    | NS   |
| 1958 |              |                 |        | Niemcy                               | Niemcy                               | Niemcy                               | Niemcy                               | Niemcy                               | Niemcy                               | 0    | NS   |
| 1958 | Philipp Meub | Cooper T18      | Norton | 2                                    | 3                                    | NU                                   | 1                                    | 3                                    | 4                                    | 0    | NS   |
| 1960 |              |                 |        |                                      |                                      |                                      |                                      |                                      |                                      | 0    | NS   |
| 1960 | Philipp Meub | AU Meub Spezial | DKW    | –                                    | –                                    | –                                    | NU                                   | NU                                   | –                                    | 0    | NS   |